# Municipio de Winterfield
El municipio de Winterfield (en inglés: Winterfield Township) es un municipio ubicado en el condado de Clare en el estado estadounidense de Míchigan. En el año 2010 tenía una población de 459 habitantes y una densidad poblacional de 4,84 personas por km².

## Geografía
El municipio de Winterfield se encuentra ubicado en las coordenadas 44°7′54″N 85°1′28″O / 44.13167, -85.02444. Según la Oficina del Censo de los Estados Unidos, el municipio tiene una superficie total de 94.83 km², de la cual 93,38 km² corresponden a tierra firme y (1,53 %) 1,45 km² es agua.

## Demografía
Según el censo de 2010, había 459 personas residiendo en el municipio de Winterfield. La densidad de población era de 4,84 hab./km². De los 459 habitantes, el municipio de Winterfield estaba compuesto por el 96,95 % blancos, el 0,87 % eran amerindios, el 0,22 % eran de otras razas y el 1,96 % eran de una mezcla de razas. Del total de la población el 0,44 % eran hispanos o latinos de cualquier raza.